# Axel Carleson
Johan Axel Fabian Carleson, född 4 maj 1861 i Målilla, Kalmar län, död 23 oktober 1951 i Jönköpings Kristina församling, Jönköpings län, var en svensk militär (generallöjtnant).

## Biografi
Carleson blev underlöjtnant vid Smålands grenadjärbataljon (I 7) 1881, löjtnant där 1887 och vid Västernorrlands regemente (I 29) 1893. Han var kompaniofficer vid krigsskolan på Karlberg 1891–1895 och blev kapten 1895.
Carleson tjänstgjorde i tyska armén vid 5. Westfaliska infanteriregementet nr: 53 i Köln och gick på krigsskolan i Hannover 1895–1896. Carleson var kompanichef och lärare vid krigsskolan 1897–1900, blev adjutant hos kungen 1901 och var tillförordnad adjutant vid IV. arméfördelningsstaben 1902. Han blev kapten vid generalstaben och stabschef i II. arméfördelningen 1903, major vid generalstaben 1903, överstelöjtnant vid generalstaben 1906 samt vid Jämtlands fältjägarregemente (I 23) 1906.
Carleson var överste och chef för Skaraborgs regemente (I 9) 1909–1916, generalmajor och militärbefälhavare på Gotland samt chef för Gotlands infanteriregemente (I 27) 1917–1922. Han var chef för III. arméfördelningen 1922–1926, blev generallöjtnant i armén 1923 och tog avsked från aktiv tjänst 1926. Carleson var generallöjtnant i generalitetets reserv 1926-1936.
1916 tog Carleson initiativet till en militärkyrkogård vid St Elins kyrkogård i Skövde. Militärkyrkogården skulle vara till för tjänstgörande vid garnisonen i Skövde. Bestämmelser och utformningen slutfördes under Carlesons tid som chef III.arméfördelningen. Militärkyrkogården finns kvar än idag och omhändertas av Skövde pastorat i samverkan med chefen för Skövde garnison.
Axel Carleson var son till ryttmästaren Carl Axel Carleson och Emelia "Emelie" Charlotta Anna Wilhelmina Hultenheim samt bror till Conrad Carleson. Han var ogift. Carleson är gravsatt i familjegraven på Gränna kyrkogård i Jönköpings kommun.

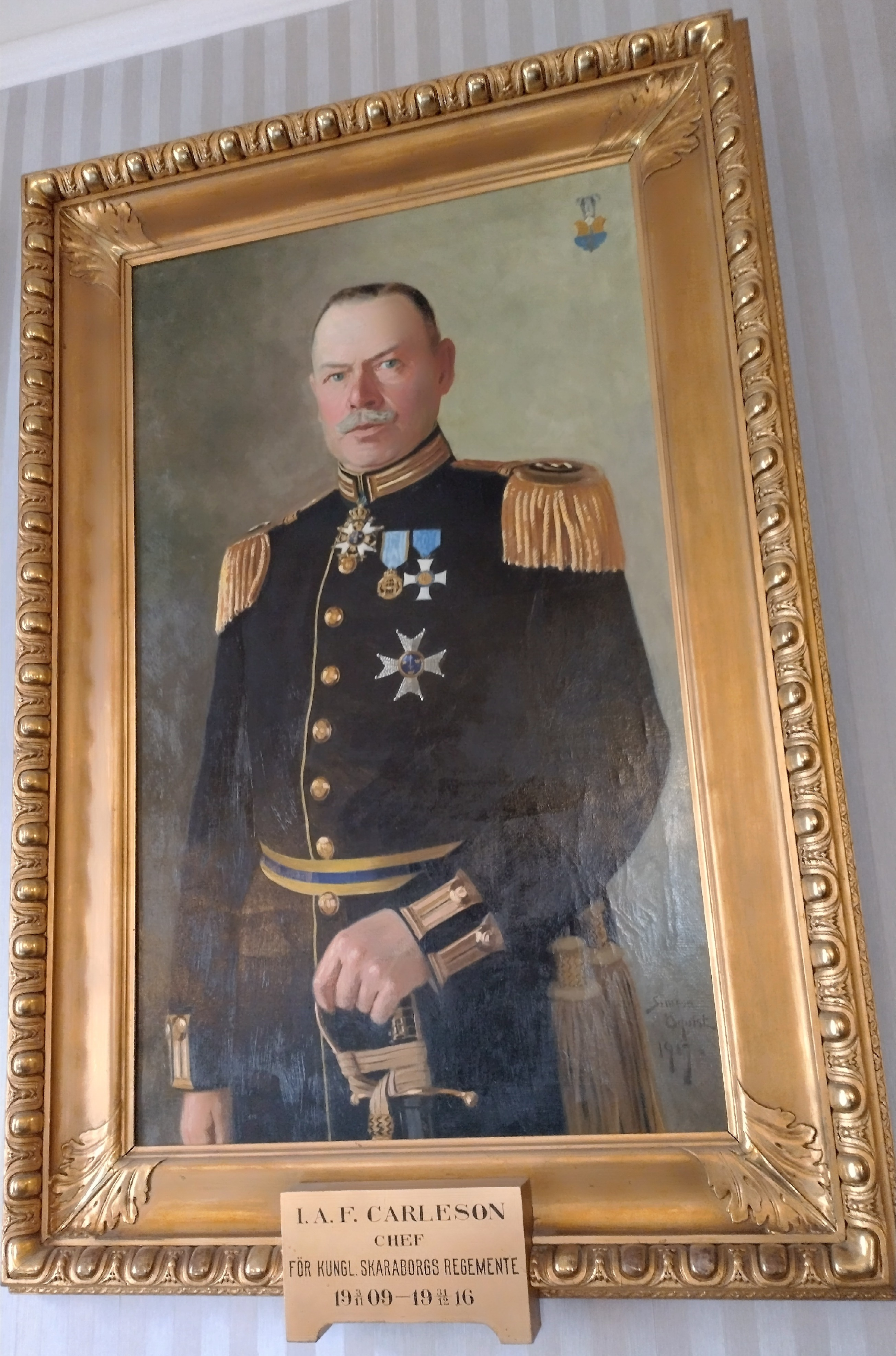
IAF Carleson - Chefsporträtt av Simeon Öqvist 1917.

## Utmärkelser
- Konung Oscar II:s och Drottning Sofias guldbröllopsminnestecken, 1907.[5]
- Kommendör med stora korset av Svärdsorden, 6 juni 1924.[6]
- Kommendör av första klassen av Svärdsorden, 6 juni 1916.[7]
- Kommendör av andra klassen av Svärdsorden, 6 juni 1913.[8]
- Riddare av första klassen av Svärdsorden, 1902.[9]
- Riddare av tredje klassen av Preussiska Kronorden, senast 1905.[10]